# Hylemera butleri
Hylemera butleri là một loài bướm đêm trong họ Geometridae.